# Чека, Педро
Пе́дро Че́ка (исп. Pedro Checa, 1910—1942) — испанский политик, член ЦК Коммунистической партии Испании.
По профессии — инженер. В 1932 г. становится самым молодым членом ЦК КПИ (куда входит вместе с Долорес Ибаррури и Хесусом Ларраньягой), в 1935 г. назначен секретарем. Участник гражданской войны в Испании, вместе с лараньягой и Хесусом Эрнандесом работает в подполье. С 1939 г. живёт в изгнании в Мексике.